# Harpalus kagyzmanicus
Harpalus kagyzmanicus is een keversoort uit de familie van de loopkevers (Carabidae). De wetenschappelijke naam van de soort is voor het eerst geldig gepubliceerd in 1984 door Boris Mikhailovich Kataev.